# Вокаболо Кампетела (Рим)
Вокаболо Кампетела је насеље у Италији у округу Рим, региону Лацио.
Према процени из 2011. у насељу је живело 335 становника. Насеље се налази на надморској висини од 114 м.